# Tavtogram
Tavtogram (iz grško τοῦτο γράμμα touto gramma – ista črka) je besedilo, katerega vse besede se začnejo na isto črko. V slovenščini je tavtogram najlažje napisati na črko P, saj je na to črko največ besed, in sicer približno 1,75-krat več kot na drugo najpogostejšo črko S. Mimi Kostanjšek Božin iz Brežic je kot svoj knjižni prvenec leta 2022 izdala tavtogramsko slikanico Zgodba na P (COBISS).

## Primeri

### Slovenščina
V slovenščini je posebej znana televizijska reklama podjetja Petrol, ki uporablja tavtogram na P:
Prelestno pokrajino preveva pomlad. Petra pa Primož, pravkar poročena, potujeta po prašni poti. Potem pa: puf puf.
[Primož si misli:] »Presneto!«
Prelepo potovanje postane problem. Prepotena, prašna, prestradana, prrririneta pred Petrolovo postojanko.
Poskočen prodajalec ponudi pomoč: »Pozdravljena, potrebujeta pomoč?«
Parčku pa predlaga pogledati po prodajalni. Povsod polne prodajne police. [Na policah so prikazani izdelki: Pampers, Panda, Plastelin, Pasta, Plošča, Porcelan, Parnik, Pila, Papir, Pujsek, Piškot, Pistacija, Pršut, Pepermint]
[Prodajalec:] »Popravljeno!«
Primož: »Perfektno, poba!«
Poljubi Petro, potem pa požene plehnato pošast.
Prijaznost, preglednost, pestrost. Podoba popolne ponudbe!
Z vami na poti
PETROL

### Angleščina
- All alone, along an avenue, Adam appreciated an attractive apple. (Walter Lazzarin)

### Latinščina
- Veni, vidi, vici. (navedek Gaja Julija Cezarja bi se dalo prevesti kot tavtogram Prišel, pogledal, premagal.)
- O Tite tute Tati tibi tanta tyranne tulisti! (Kvint Enij)

### Poljščina
- Król Karol kupił królowej Karolinie korale koloru koralowego. (Kralj Karel je kraljici Karolini kupil koralno ogrlico v barvi koral.)